# Naufragio della Spice Islander I
Il naufragio della Spice Islander I è stato un sinistro marittimo "tipico" avvenuto il 10 settembre 2011.
La Spice Islander I, una nave traghetto passeggeri che trasportava oltre 2.000 passeggeri, affondò al largo della costa di Zanzibar. Il traghetto stava viaggiando tra Unguja e Pemba, due isole al largo della costa della Tanzania continentale, quando si capovolse. Le prime stime riportano il bilancio delle vittime a circa 200, ma un rapporto pubblicato dal governo della Tanzania nel gennaio 2012 affermava che oltre 1.500 persone morirono.

## Incidente

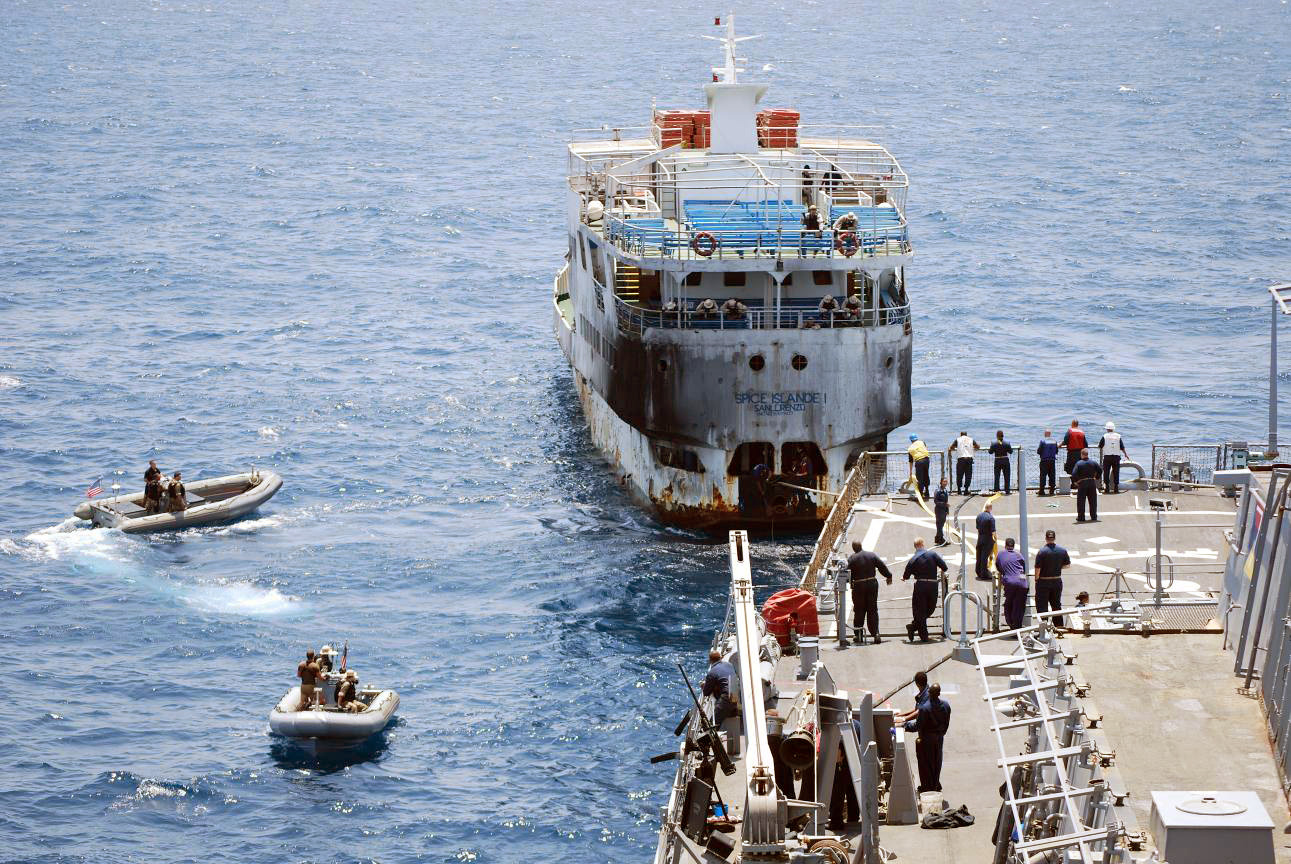
La Spice Islander I, la nave coinvolta nell'incidente

Alle 21:00 ora locale (19:00 UTC), la Spice Islander I salpò da Unguja, l'isola principale dell'arcipelago di Zanzibar, per l'isola di Pemba a nord. La capacità ufficiale della nave era di 45 membri dell'equipaggio e 645 passeggeri, ma fu riferito che era notevolmente sovraccarica. Circa quattro ore dopo la partenza, la Spice Islander I affondò tra Zanzibar e Pemba. Si pensa che la nave si sia capovolta dopo aver perso la potenza del motore. Delle persone a bordo, circa 620 furono salvate, di cui almeno 40 riportarono gravi ferite. Oltre ai passeggeri, si credeva che il traghetto trasportasse merci, come riso.

### Bilancio delle vittime

Mappa che mostra l'arcipelago di Zanzibar, il luogo del disastro

Le prime notizie affermarono che il traghetto trasportasse circa 800 persone al momento del suo affondamento e il 12 settembre fu riferito che oltre 240 corpi erano stati recuperati. Tuttavia, il 14 ottobre, il governo della Tanzania confermò che la nave ebbe effettivamente trasportato circa 3.586 passeggeri, di cui 2.764 dispersi. In un rapporto investigativo pubblicato il 19 gennaio 2012, queste cifre furono abbassate, con 2.470 passeggeri, 203 morti confermati e 1.370 dispersi.

## Risposta e azioni intraprese
Il governo rivoluzionario di Zanzibar fece istituire un centro per le persone coinvolte nella tragedia e invitò le riserve di Zanzibar a unirsi allo sforzo. Chiese anche il sostegno straniero dei paesi africani. I sopravvissuti furono salvati dai traghetti e riportati al porto principale di Zanzibar, a Stone Town.
L'11 settembre iniziarono tre giorni di lutto per coloro che sono morti nell'incidente. Fu anche annunciata un'inchiesta sull'affondamento; Il ministro di Stato di Zanzibar, Mohamed Aboud Mohamed dichiarò: "Il governo prenderà misure severe contro i responsabili di questa tragedia, in conformità con le leggi e i regolamenti del Paese".
Otto mesi dopo, affondò anche la Skagit, un altro traghetto sulla stessa rotta, anch'essa con ingenti perdite di vite umane.